# 森重真人
森重真人（1987年5月21日—），日本足球運動員，司職後衛，現效力日職球隊FC東京，前日本國家足球隊成員。

## 俱乐部生涯
广岛市西区三篠町出身，少年时代披着长发，被戏称为“三篠长毛”。中学时隶属广岛三箭少年队，同期中有后来成为国家队队友的后卫槙野智章，森重彼时担当前锋，后来被调到防守为主的中场。高二时选入日本青年U-17队（成员不超过17岁）。
在2005年接受大分三神球探片野坂知宏的邀请，于2006年高中毕业后加盟大分三神。
2009年结束后，降入日乙的大分三神为缓解财政经营困难，决定兜售森重真人，最终FC东京击败川崎前锋和浦和红钻，成功买入森重真人。
2014年12月，日职联赛举行了年度颁奖礼，入选了本赛季日职联赛最佳阵容。

## 国家队生涯
2008年7月，森重真人代表日本国奥队参加2008年北京奥运会，并在日本队参加的三场比赛都得到出场机会。
2013年7月，森重真人入选日本国家足球队参加2013年東亞盃的23人名单，7月21日，他在日本3比3战平中国的比赛中替补出场，上演国家队生涯首秀。他在东亚杯最后一场和韩国的比赛表现出色，最终帮助日本队历史上首次捧得2013年東亞盃冠军。
當時27岁的他为国家队出场还不足10次，在经历了以替补出场未获得多少出场机会的2014年巴西世界盃后，他成为了日本队新任主教练哈維爾·阿吉雷双中卫组合中和吉田麻也搭配的第一人选。

## 榮譽
大分三神
- 日本聯賽盃：2008

FC 東京
- Suruga Bank Championship: 2010
- 日本職業足球乙級聯賽：2011
- Emperor's Cup: 2011
- 日本聯賽盃：2020

日本
- 東亞盃：2013、2015

個人
- 日职联赛最佳阵容：2013、2014、2015、2016、2019

## 外部連結
- 森重真人 – FIFA國際賽競賽紀錄 (存檔)
- 日本職業足球聯賽中的森重真人 （日語）
- Profile at FC Tokyo （页面存档备份，存于）
- Soccerway資料庫：森重真人
- Personal Twitter account （页面存档备份，存于）